# 乾杯戦士アフターV
『乾杯戦士アフターV』（かんぱいせんしアフターファイブ）は、主に独立局を中心に放送された日本の連続テレビドラマ。主演は村井良大。
本稿では、2014年4月から6月に放送されたシリーズと、2015年10月から12月に放送された『新★乾杯戦士アフターV』（しん かんぱいせんしアフターファイブ）についても説明する。以降「無印」は第1シリーズ、｢新★｣は第2シリーズと標記する。

## 概要
東名阪ネット6では、これまで共同制作としてはアミューズメントメディア総合学院などと2013年放送の『猫侍』など動物ドラマシリーズを多く制作してきた、本作品は2008年の『ドラマ 鉄道むすめ〜Girls be ambitious!〜』以来の動物ドラマ以外の作品となる。
本作品も、『猫侍』同様5いっしょ3ちゃんねるも参加しており、東名阪ネット6とあわせて8局による共同制作となっている。
また、『月刊キスカ』（竹書房）にてたかねのはなによる漫画版が連載された。
2015年4月に第2シリーズとなる『新★乾杯戦士アフターV』の製作が発表された。2015年10月からの放送で、第1シリーズ同様に東名阪ネット6および5いっしょ3ちゃんねる各局共同制作となる。第2シリーズの舞台は福岡県博多、天神界隈となっており、全員福岡県に単身赴任した設定になっている。
本作品は、ヒーロー物ではあるが5人の飲み会（打ち上げ）の様子だけが取り上げられ、通常のスーパー戦隊シリーズにあるような戦闘シーンなどは、オープニングや回想などを除けば登場せず、飲み会のシーンがほとんどというものである。また、「高校の進路相談で紹介されてヒーローに就職」「備品課に転属」「今日は非番だったがパトロールした」など、ヒーロー特撮らしからぬ世俗的な描写も数多い。こうした内容の戦隊ヒーロードラマは史上初である。撮影も戦闘シーンがないため、採石場などは登場せず、居酒屋やカラオケボックスのシーンのみである。第1シリーズはNIJYU-MARUやカラオケの鉄人で、第2シリーズはウチヤマホールディングス傘下の店舗（かんてきや、コロッケ倶楽部）で撮影が行われている。

## あらすじ
悪の組織撲滅のために結成された、警察、自衛隊に次ぐ第3の組織である「黄金戦士トレジャーV」。しかし、最近では悪が少なくなってしまい活躍の場が減り、いつしか戦いの後の飲み会ばかりがメインになり、「乾杯戦士アフターV」と呼ばれるようになってしまう。

## 登場人物・キャスト

### 黄金戦士トレジャーV（乾杯戦士アフターV）
レッドを除き全員本名不明。オープニング映像では私服姿も登場するが、本編では常に戦闘服姿で面だけを外している。所属組織については不明だが、5人とも「戦闘課」という部署に所属している。
レッド - 村井良大
新たにレッドとして着任した、トレジャーVのリーダーで最年少。他の4人が飲みに明け暮れている中、唯一正義感に燃えている。小さい時からヒーローに憧れ、ヒーローになることだけを目指してきた熱い男だが、メンバーからはしばしば面倒くさがられる。ヒーローが悪の存在によって支えられていたという現実を知り、自らの正義観との矛盾に悩むことになる。FacebookやTwitterをよく知らない、思いは手紙で伝えるなど、最年少らしからぬ古臭い面を持つ。Twitterで炎上したブルーを擁護するため急きょアカウントを作成し「赤い流星」を名乗ったが、レッドであることがバレてすぐに削除した。上司であるラメゴールドに強く言うことができず、メンバーとの板挟みになることもしばしば。第2シリーズ第1話では、他の4人との意志の相違や理想と現実とのギャップなどからトレジャーVを辞めることを宣言。第2話でたちまち翻意し復帰を願い出ようとするものの、既に退職の話は進み、新レッドも配属されてしまったうえ、メンバーも彼を新リーダーとして歓迎する空気の中、結局言い出すことができず意気消沈する。しかし、小倉の発破と新レッドの退職によりリーダーに復帰。同話で本人が書いた退職届によれば、名前は「赤星正」、生年月日は1990年3月14日、社員番号は「02581」。
ブルー - 加藤和樹
普段は何も考えていないが、毎回ラストのカラオケでは他のメンバーの気持ちを代弁するかのような絶妙な選曲をしてそのメンバーにマイクを渡している。Twitterでは「神謙作」と名乗っている。30万人近いフォロワーがおり（ただし自分からは誰もフォローしていない）、戦闘中にもつぶやいている。第1シリーズ第9話で他のメンバーに先駆けて料理長と紀伊の正体と悪の組織の内情を知って同情し、それ以降は戦闘中にさりげなく2人を気遣う行動を取るようになるが、その様子に疑問を抱かれることになる。第2シリーズ第7話でも後述する小倉さんの正体を知り、「悪のやり方」を忘れてしまった総帥のブレーンとして戦闘員に変装。その結果、トレジャーVの出動時間を増やし、減額されていたトレジャーVの予算を充実させることとなった。ところが、第9話で「週刊文春」にその様子が掲載されてしまい、レッドに追及を受けてしまう。見かねた悪の総帥が居酒屋に乱入、｢総帥がブルーを洗脳していた｣という形でブレーン役を解任（週刊誌の記事も変更）し、事なきを得た。第2シリーズ第5話では、福岡県のローカルヒーロー・博神バリスガーに変身するシーンもある。
ピンク - 吉川友
紅一点だが、がさつで、しかもお会計時にトイレに行き金を支払わないという特徴を持っている。Twitterでは「桃天使」を名乗っているらしい。イエローが現場を去る時には感傷的な態度を見せた反面、新イエローとは折り合いが悪い。風俗業でアルバイトをしているような描写が出てくるが、追求されるとはぐらかすため真相は不明。
イエロー - バッファロー吾郎A（バッファロー吾郎）
30年前から活動しているベテランメンバーで、飲み会を最も楽しみにしており、テンションは一番高い。Twitterでは「カレー屋の親父」と名乗っている。戦闘開始前の決めポーズでさえも手を高く上げられないほど体力的には衰えており、第5話で備品課への異動を言い渡された。新イエローの退職に伴い第9話で復帰したが、他のメンバーからは微妙な反応をされた。
グリーン - 飛永翼（ラバーガール）
酒に弱く（酔うと暴れる癖がある）、しかも仕事時でも定時帰りを好む。ゲーム好きで、戦闘中でもしばしば携帯ゲーム機をいじっている。Twitterでは「かっぱ先生」と名乗っている。特に役に立たないように見えるが、トレジャーVの人員削減の際にお互いを貶めるメンバーの醜態を見かねて、自らの辞任を申し出るといった思いやりもある。親戚は岐阜県でクレープ屋を営んでいる。
ラメゴールド - 原金太郎
かつてのヒーローで、現在は5人の上司にあたる。
たまに現場復帰するが、体力は衰えており足でまといにしかならないため、5人が影でフォローしなければならず、飲み会でも口うるさい。そのため5人からは迷惑がられているが、本人は気付いていない。金払いは良く、トレジャーVの飲み代を払うことも。
新イエロー - 朝倉あき
第1シリーズ第6話で新たに配属された。ピンクと異なり非常に清楚な人物であり、男性陣からは「イエローちゃん」と呼ばれている。戦士としては未熟な面が目立ち、また、男性陣が彼女を巡って露骨な鞘当てを繰り返すため、ピンクの反感を買っている（ただし、本人に悪気はない）。第1シリーズ第8話で妊娠を理由に退職した。
新レッド - 小西成弥
第2シリーズ第2話で登場。勢いで脱退を宣言してしまったレッドに代わり登場した爽やかな優男。年齢22歳。仕切り能力も高く、必殺技のアイデアを出すなど現場に溶け込んでいた。また、レッドと違いラメゴールドにも臆せず意見するなど剛毅な性格もあわせ持ち、メンバーからの信頼・期待も大きかった。TSUTAYAへの就職が決まりあっさりと退職した。
臨時イエロー - 大堀こういち
第2シリーズ第8話で登場。一週間の休暇を取っていたイエローの穴を埋めるべく営業部から臨時で異動してきたおじさん（年齢52歳）。イエローと同様に、ほとんど戦力にはならなかった模様。
プラズマ-1 - JUN（BEE SHUFFLE）
第2シリーズで第10話で登場。宇宙刑事シリーズを彷彿させる銀メッキのスーツをまとう単独ヒーロー。頭脳・体力ともその実力はトレジャーVをはるかに上回っているが、ヒーローもののお約束（採石場で闘うなど）を一切守らず完膚なきまでに悪の組織を叩き潰すため、トレジャーV・悪の組織ともども厄介な存在となっていた。最終回で身体から出るプラズマが一般家庭に悪影響を及ぼす（本編ではハードディスク・レコーダーの録画が消えてしまう事故が多発した）ことから、プロジェクトそのものが見直しとなり姿を消した。

### 居酒屋のスタッフ
悪の総帥 - 斉木しげる
悪の組織の支配者であるが、普段は居酒屋の料理長である。Twitterでは「ラスボス」と名乗っている。
料理長としてトレジャーVの動向を探りながら料理を出す。居酒屋の閉店後はカラオケ屋で隣の部屋から二次会中のトレジャーVの動向を探っている。
手から放つ光線で他者の記憶を消したり意識を回復させたり、ネットへの投稿をしたりできる。変装能力も持っており、イエローが人事異動で去る際は酔っ払い客に扮し、記念写真を撮影した。トレジャーVを倒すのは自分たちだと考えており、Twitterが炎上した際は、光線でネット利用者を操り火消しを行い、結果的にトレジャーVを助ける行動も取る。ただ「いい人だ」と指摘されると激怒する。
第2シリーズでは第1シリーズ終了後、悪の組織の資金集めのために日暮里のガード下に小さな居酒屋「悪だくみ本舗」を開業、これが大成功し世界各地に店舗を進出、一躍「サービス業界の革命児」として名をはせることとなる。経営者として辣腕を振るう描写が強いが、店舗拡大は悪の組織を復活させるための作戦の一環であるとのこと。第2シリーズでは「宗 炊健」と名乗っているほか、世界中に総帥のクローンと思われる人物（支店長）が多数存在する。名札に書かれたモットーは「無病息災」。
小倉さん - 朝倉あき
第2シリーズに登場。フルネームは「小倉 雪」。その正体は悪の総帥が前作の新イエローを模して変身した姿である。新レッド登場で意気消沈したレッドにとどめを刺すために現れたが、逆に励ますこととなり、レッドに惚れられてしまう。また、人手が足りず、已む無く総帥がトレジャーVに料理を出す際にも変身している。名札に書かれたモットーは「またのお越しお待ちしてます」。第2シリーズ最終回でレッド以外の全員に正体がばれてしまった。

戦闘員/紀伊一郎 - シソンヌじろう
悪の組織の戦闘員であるが、普段は居酒屋で「紀伊一郎」としてバイトしている。
総帥がフライングして作ったものの、注文が来ない料理は彼のまかない料理にされてしまう。
実家は豆腐屋を営んでおり、一旦は総帥の計らいで帰郷。しかし悪の組織の内情を知り怪人になることを志願し、最後の怪人「カマキリ男」に改造される。
怪人カマキリ男/紀伊一郎 - シソンヌじろう
戦闘員が改造された姿。気を抜くと手がカマキリ状に変化する。肉体強化は外からの攻撃への耐性のみで、体内は二歳児並になってしまい、イエローの勧める酒を飲んで怪人の正体を現し倒される。入院していたが、最終回のラストで居酒屋に復帰する。
第2シリーズでは「悪だくみ本舗」福岡店の店長として登場。前作とは立場が逆転しているが、総帥に対する忠誠心に変わりはない。ただ、総帥がトレジャーVを助けようとしているときには、さり気無く突っ込みを入れ、助けた事実を指摘すると制裁を受けてしまう。名札に書かれたモットーは「平常心」。第2シリーズ8話で独立し東京に行ったが、実力不足を痛感し再び福岡に戻った。

店長 - 中谷竜
その名のとおり第1シリーズでの居酒屋の店長で、後述する「本当は悪の組織」の2人を仕切っている。本名は「高橋 和男」。総帥については勝手にまかないを作るクセ以外、料理に対する配慮の細かさなど高く評価している。第1シリーズ第10話で2人の正体を知って驚くも、同時に悪の組織の内情を知り同情し、総帥に「ホタルイカ怪人」に改造してもらう（怪人としては活躍しておらず、その後人間に戻った模様）。その後、第2シリーズ第9話に総帥を追っかけて福岡入りし、紀伊の抜けた代わりに店長に就任した。名札に書かれたモットーは「変身願望」。
井上くん - シソンヌ長谷川
第2シリーズに登場。フルネームは「井上 君孝」。アイドルのライブ行きたさに仮病を使って仕事をサボるなど、いい加減な性格。ヒップホップミュージックが好きであり、途中から悪の総帥と意気投合するようになる。起業するために姿を消していたが、最終回で再び居酒屋に復帰している。
沙夜ちゃん - 美沙玲奈
第2シリーズに登場。「悪だくみ本舗」のテレビCMに登場する美女。実は総帥の娘であるが、総帥には真の姿を明かされていない。学生であり、看護学校に合格していたが、総帥の後を継ぐために戦闘員となる。父親同様、微力ながら光線を出す能力も備えており、最終回ではトレジャーV必殺技”トレジャーボンバー”によって分子レベルに分解されていた総帥を元に戻した。

## スタッフ
- ストーリー構成・監督：細川徹

### 乾杯戦士アフターV
- 企画：小柳路子、柳原祥広、川端基夫
- 制作：乾杯戦士アフターV制作委員会（MAGES.、TCエンタテインメント、ショウゲート、ツインピークス、ポリゴンマジック、tvk、とちテレ、群テレ、テレ玉、チバテレ、三重テレビ、KBS京都、サンテレビ）

### 新★乾杯戦士アフターV
- 企画：小柳路子、柳原祥広
- 制作：新★乾杯戦士アフターV制作委員会（MAGES.、ツインピークス、KADOKAWA、JGマーケティング、フロンティアワークス、GYAO!、ポリゴンマジック、tvk、とちテレ、群テレ、テレ玉、チバテレ、三重テレビ、KBS京都、サンテレビ）

## 主題歌

### 乾杯戦士アフターV
- オープニングテーマ：「アフターVのテーマ」（流田Project）
- エンディングテーマ：「男たちのララバイ」（流田Project）

最終回はオープニングなし。エンディングも通常とは異なり、トレジャーVがカラオケで「アフターVのテーマ」を歌う本編ラストシーンがエンディングを兼ねる構成となっている。

### 新★乾杯戦士アフターV
- オープニングテーマ：「新・アフターVのテーマ」（流田Project）
- エンディングテーマ：「正義の心〜平和のために〜」（アイドルカレッジ）

## 放送局
基本的に各局深夜帯での放送である（『乾杯戦士アフターV』の千葉テレビ放送、『新★乾杯戦士アフターV』のとちぎテレビのみ、深夜帯前の放送）

### 乾杯戦士アフターV
| 放送対象地域 | 放送局                                 | 系列                                                         | 放送日時                 | 放送期間                | 備考   |
| ------------ | -------------------------------------- | ------------------------------------------------------------ | ------------------------ | ----------------------- | ------ |
| 埼玉県       | テレビ埼玉（TVS、テレ玉）              | JAITS （東名阪ネット6・5いっしょ3ちゃんねる加盟） 共同制作局 | 毎週月曜日 23:00 - 23:30 | 2014年4月7日 - 6月22日  | 幹事局 |
| 神奈川県     | テレビ神奈川（tvk）                    | JAITS （東名阪ネット6・5いっしょ3ちゃんねる加盟） 共同制作局 | 毎週土曜日 23:00 - 23:30 | 2014年4月12日 - 6月28日 |        |
| 千葉県       | 千葉テレビ放送（CTC、チバテレ）        | JAITS （東名阪ネット6・5いっしょ3ちゃんねる加盟） 共同制作局 | 毎週土曜日 22:30 - 23:00 | 2014年4月12日 - 6月28日 |        |
| 群馬県       | 群馬テレビ（GTV、群テレ）              | JAITS （5いっしょ3ちゃんねる加盟） 共同制作局                | 毎週火曜日 23:30 - 24:00 | 2014年4月8日 - 6月24日  |        |
| 栃木県       | とちぎテレビ（GYT、とちテレ）          | JAITS （5いっしょ3ちゃんねる加盟） 共同制作局                | 毎週金曜日 0:30 - 1:00   | 2014年4月11日 - 6月27日 |        |
| 三重県       | 三重テレビ放送（MTV）                  | JAITS （東名阪ネット6加盟） 共同制作局                       | 毎週水曜日 0:20 - 0:50   | 2014年4月9日 - 7月2日   |        |
| 京都府       | 京都放送（KBS京都）                    | JAITS （東名阪ネット6加盟） 共同制作局                       | 毎週日曜日 23:30 - 24:00 | 2014年4月13日 - 6月29日 |        |
| 兵庫県       | サンテレビジョン（SUN-TV、サンテレビ） | JAITS （東名阪ネット6加盟） 共同制作局                       | 毎週日曜日 1:30 - 2:00   | 2014年4月13日 - 6月29日 |        |
| 宮城県       | 仙台放送（OX）                         | フジテレビ系列                                               | 毎週土曜日 2:30 - 3:00   | 2014年6月14日 - 9月12日 |        |
| 北海道       | 北海道放送（HBC）                      | TBS系列                                                      | 毎週月曜日 0:56 - 1:26   | 2014年6月16日 - 9月7日  |        |
| 鹿児島県     | 鹿児島読売テレビ（KYT）                | 日本テレビ系列                                               | 毎週金曜日 2:07 - 2:37   | 2018年1月5日 - 3月23日  |        |

### 新★乾杯戦士アフターV
| 放送対象地域   | 放送局                                 | 系列                                                         | 放送日時                 | 放送期間                     | 備考                                 |
| -------------- | -------------------------------------- | ------------------------------------------------------------ | ------------------------ | ---------------------------- | ------------------------------------ |
| 埼玉県         | テレビ埼玉（TVS、テレ玉）              | JAITS （東名阪ネット6・5いっしょ3ちゃんねる加盟） 共同制作局 | 毎週土曜日 23:00 - 23:30 | 2015年10月3日 - 12月19日     | 幹事局                               |
| 神奈川県       | テレビ神奈川（tvk）                    | JAITS （東名阪ネット6・5いっしょ3ちゃんねる加盟） 共同制作局 | 毎週火曜日 23:00 - 23:30 | 2015年10月6日 - 12月22日     |                                      |
| 千葉県         | 千葉テレビ放送（CTC、チバテレ）        | JAITS （東名阪ネット6・5いっしょ3ちゃんねる加盟） 共同制作局 | 毎週日曜日 23:30 - 24:00 | 2015年10月4日 - 12月20日     |                                      |
| 群馬県         | 群馬テレビ（GTV、群テレ）              | JAITS （5いっしょ3ちゃんねる加盟） 共同制作局                | 毎週月曜日 24:00 - 24:30 | 2015年10月5日 - 12月19日     |                                      |
| 栃木県         | とちぎテレビ（GYT、とちテレ）          | JAITS （5いっしょ3ちゃんねる加盟） 共同制作局                | 毎週月曜日 22:30 - 23:00 | 2015年10月5日 - 12月19日     |                                      |
| 三重県         | 三重テレビ放送（MTV）                  | JAITS （東名阪ネット6加盟） 共同制作局                       | 毎週火曜日 24:20 - 24:50 | 2015年10月6日 - 12月22日     |                                      |
| 京都府         | 京都放送（KBS京都）                    | JAITS （東名阪ネット6加盟） 共同制作局                       | 毎週土曜日 24:30 - 25:00 | 2015年10月3日 - 12月19日     |                                      |
| 兵庫県         | サンテレビジョン（SUN-TV、サンテレビ） | JAITS （東名阪ネット6加盟） 共同制作局                       | 毎週月曜日 24:30 - 25:00 | 2015年10月5日 - 12月21日     |                                      |
| 福岡県         | 九州朝日放送（KBC）                    | テレビ朝日系列                                               | 毎週金曜日 26:26 - 26:56 | 2015年10月9日 - 2016年1月8日 | ドラマの舞台である、福岡県の放送局。 |
| 山形県         | 山形テレビ（YTS）                      | テレビ朝日系列                                               | 毎週火曜日 24:50 - 25:20 | 2016年1月5日 - 3月22日       |                                      |
| 北海道         | 北海道放送（HBC）                      | TBS系列                                                      | 毎週日曜日 24:56 - 25:26 | 2016年1月10日 - 3月27日      |                                      |
| 鳥取県・島根県 | 日本海テレビ（NKT）                    | 日本テレビ系列                                               | 毎週火曜日 2:05 - 2:35   | 2016年4月26日 - 7月12日      |                                      |
| 鹿児島県       | 鹿児島読売テレビ（KYT）                | 日本テレビ系列                                               | 毎週金曜日 2:07 - 2:37   | 2018年4月6日 - 6月15日       |                                      |

## コミカライズ
コミカライズが『月刊キスカ』（竹書房）にて2014年6月号より同年11月号まで連載された。作者はたかねのはな。
- 原作：乾杯戦士アフターV製作委員会・漫画：たかねのはな『乾杯戦士アフターV』竹書房〈バンブーコミックス〉、2014年12月6日発売[3]、ISBN 978-4-8019-5047-4